# Мешков, Николай Васильевич

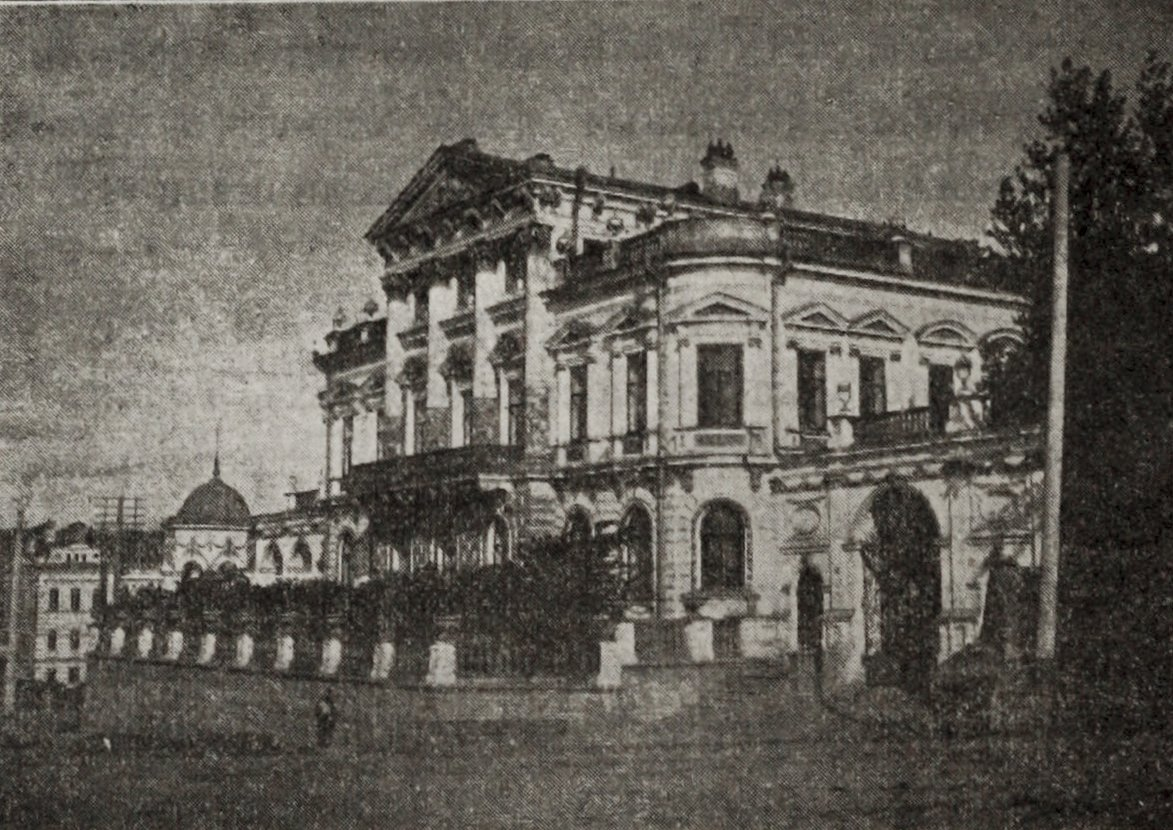
Дом Н. В. Мешкова (архитектор А. Б. Турчевич)

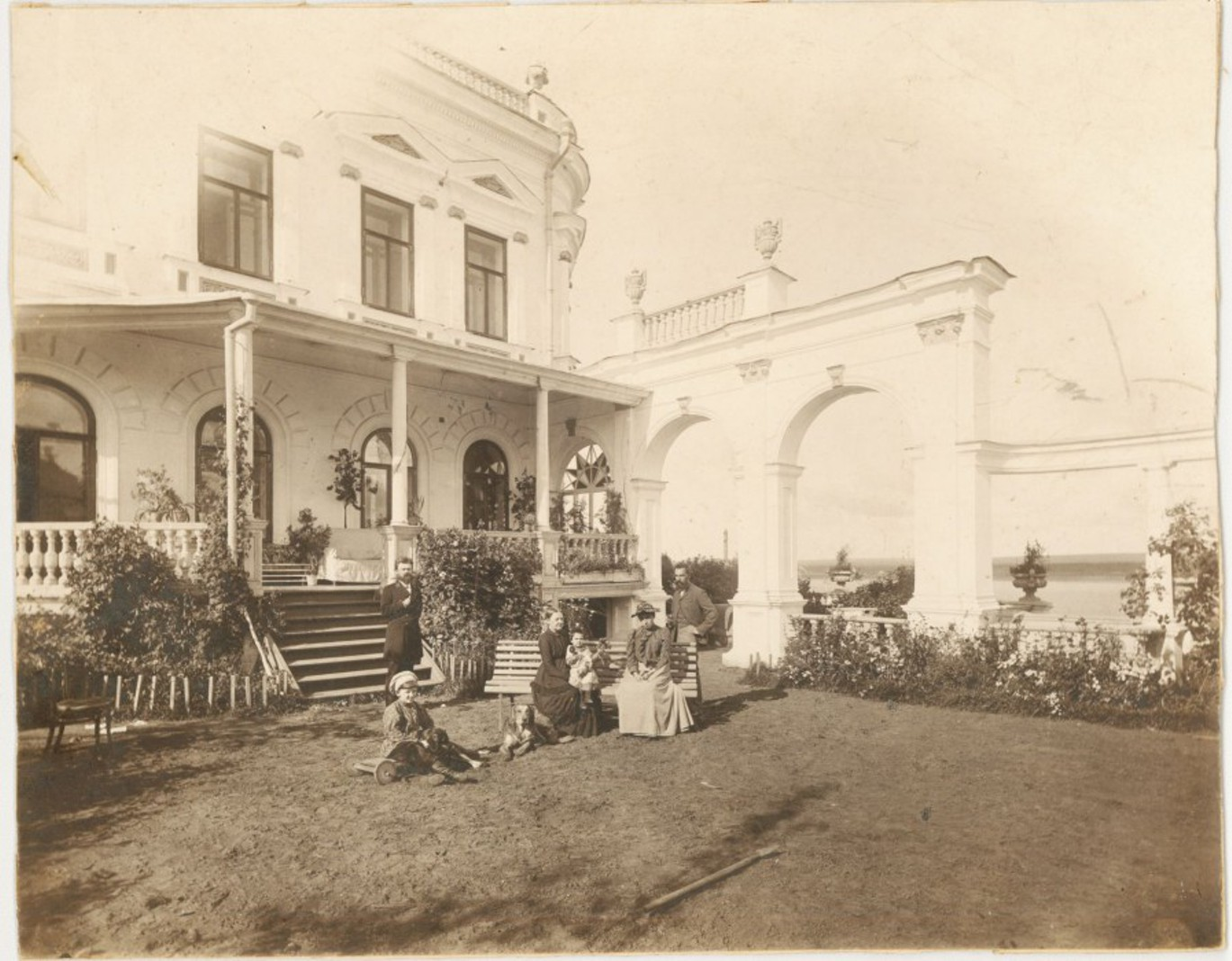
Во дворе дома на набережной Камы

Никола́й Васи́льевич Мешко́в (30 мая [11 июня] 1851 — 19 июня 1933) — российский купец, меценат, общественный деятель, основоположник высшего образования на Урале, предприниматель, спасший Пермскую губернию от голода и обеспечивший транспортную открытость Перми. В честь Николая Васильевича депутаты Пермской городской думы в 1916 году планировали назвать улицу, однако революция помешала этим планам сбыться.

## Биография
Николай Васильевич Мешков родился в городе Весьегонске Тверской губернии. Его отец, Василий Николаевич, служил в торговой фирме, занимался поставками за границу продовольствия и кожевенного сырья. В 19 лет Николай Мешков поступил на работу в контору купца Соболева, владевшего несколькими пароходами, баржами и пристанями в ряде городов. В 1875 году он перешёл на службу в «Товарищество Волго-Камского пароходства». Через некоторое время, за проявленные организаторские способности, был назначен «полным доверенным в бассейне реки Кама». После этого он женился и переехал в Пермь. Впоследствии он, совместно с компаньоном — инспектором по речному страхованию Михаилом Ивановичем Шулятиковым (1845—1893), открыл собственное дело, арендовав пароход «Пожва» и зарабатывал грузовыми перевозками. В 1914 году он приобрёл «Товарищество братьев Фёдора и Григория Каменских», которое стало называться «Товарищество пароходства и транспортирования грузов Бр. Ф. и Г. Каменских и Мешков».
В 1920—1931 гг работал в Наркомате путей сообщения.
Известен также восстановлением в 1885—1889 гг. одного из архитектурных памятников Перми, который с тех пор и начал называться «Дом Мешкова».
Скончался в Москве 19 июня 1933 года. Похоронен на Немецком кладбище, участок 19, рядом со своей сестрой Таисией.

## Адреса Н. В. Мешкова

### В Перми
- Особняк на улице Монастырской (бывший дом Яковлева)

### В Москве
- Просторный дом в Козловском переулке у Красных ворот[6]

### В Санкт-Петербурге
- Квартира по адресу ул. Бассейная, 42[7]

## Семья
- Отец — Василий Николаевич Мешков

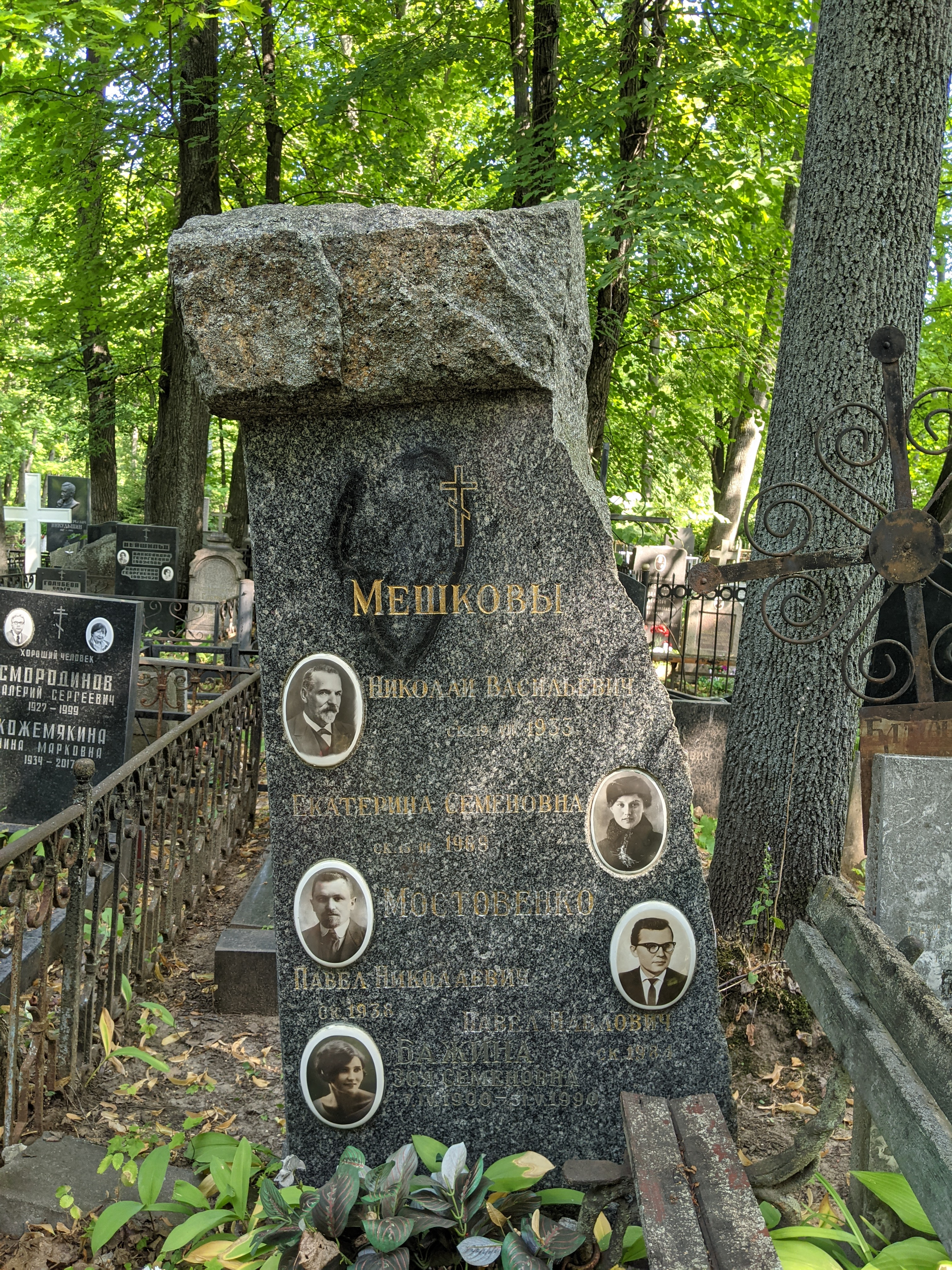
Надгробный камень могилы Мешковых-Мостовенко, Введенское кладбище.

- Мать — Елена Ивановна Мешкова (15.05.1830—29.11.1899). В память о матери Николай Васильевич построил в 1914 году ночлежный дом для неимущих — ныне это корпус № 2 Пермского государственного университета
  - Сестра — Таисия Васильевна Мешкова (Розанова) (14.10.1864—1955)[6]
  - Сестра — Надежда Васильевна Мешкова (Батюшкова; 1855—1924)[6]

Первая жена — Вера Никаноровна Болгарская
- Дочь — Елена Николаевна Мешкова (по мужу Батюшкова) родилась в Перми в 1894, скончалась в 1975 году
  - Внучка — Батюшкова Ирина Васильевна (1916—1998), советский геолог и историк геологии.

Вторая жена — Екатерина Семёновна Бажина.

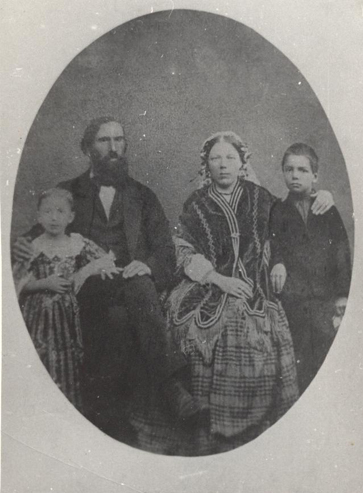
Семья Мешковых. Конец 1860-х гг.
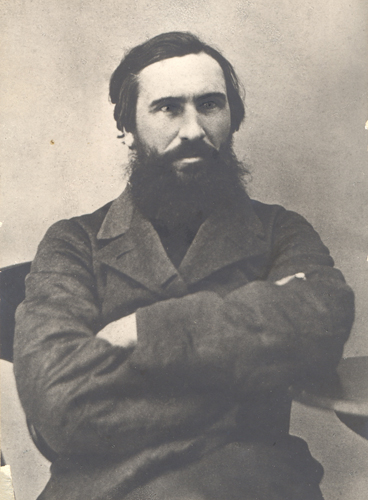
Отец Василий Николаевич в 1860-е гг.
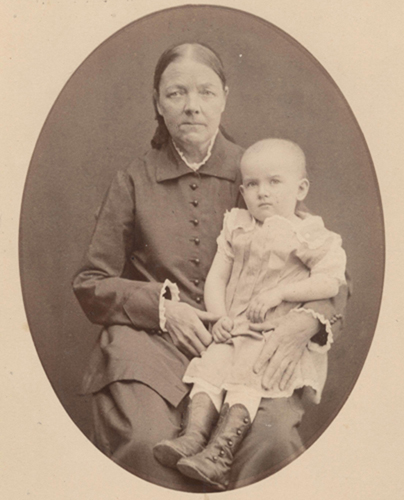
Мать Елена Ивановна в 1890-е гг.
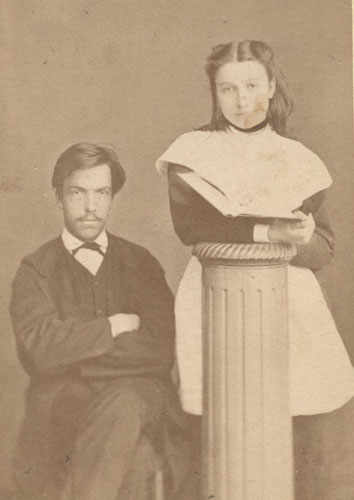
Николай Мешков с сестрой Надеждой в 1873 г.
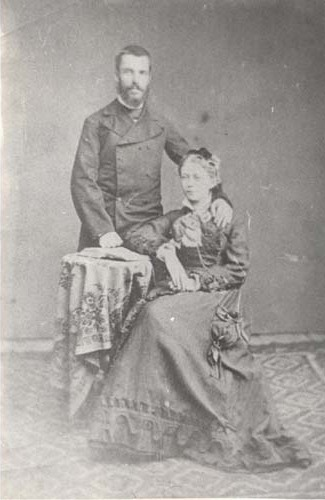
Н.В. Мешков с женой, 1878

## Мешков спасает Пермскую губернию от голода 1891 года
Росту популярности Мешкова среди пермской общественности способствовала помощь предпринимателя в закупке зерна для охваченной голодом Перми в 1891 г. В этот год сильная засуха охватила многие районы страны. Поразила она и значительную часть Пермской губернии (Шадринский и Камышловский уезды, часть Екатеринбургского). На Пермское земство легла трудная задача — заготовить и доставить в пострадавшие от неурожая уезды более 400 тыс. пудов семенного зерна. Губернская земская управа в лице её председателя В. В. Ковалевского поручила закупку зерна Н. В; Мешкову, по сути дела, на честное слово. При заключении контракта Николаю Васильевичу доверили без торгов, без всякого задатка или другого обеспечения почти 1,5 млн рублей.
К чести Мешкова, он выполнил взятые обязательства безукоризненно и доверие, оказанное ему, оправдал. Вот что сказал об этом в губернском земском собрании Ковалевский: «…если губернскому земству удалось выполнить с успехом эту операцию, то исключительно благодаря Н. В. Мешкову. В деле покупки хлеба г. Мешков не преследовал коммерческих целей, действовал не как коммерсант, а исключительно преследовал цель — своими знаниями и опытностью помочь земству в тяжелую для него годину. Весь доставленный г. Мешковым хлеб оказался при всех испытаниях прекрасного качества».

## Общественная деятельность
Неоценимая помощь в деле заготовки хлеба сыграла важную роль в становлении Мешкова-политика: в 1892 году он становится гласным губернского земского собрания и состоит в этой должности три избирательных срока. Губернское земское собрание выдвигает его в правление Пермского отделения крестьянского поземельного банка и членом совета кустарно-промышленного банка. Он избирается от земства в губернский училищный совет, получает и другие ответственные поручения от земства. Активно выступал за создание так называемого учительского фонда, цель которого — помочь плохо оплачиваемому учительству сельских школ, ходатайствует перед земским собранием об увеличении содержания Пермской бесплатной библиотеки. Николай Васильевич Мешков неоднократно избирался гласным Пермской городской думы.
В политической сфере Мешков придерживался демократических убеждений и сочувствовал левым партиям. В 1901 году он под видом загородных пикников организовал несколько встреч пермских общественных деятелей с тайно приехавшими в город лидерами социалистов-революционеров: Е. К. Брешко-Брешковской, Г. А. Гершуни и Н. К. Михайловским. Мешковы близко дружили с семейством управляющего акцизными сборами А. А. Фотиева. Дочь последнего Лидия Фотиева уже тогда занималась революционной деятельностью, в 1918 году она стала личным секретарём В. И. Ленина. В 1905 году после начала революции Мешков финансово помогал забастовщикам Перми и Мотовилихи. Проживая в 1907—1908 годах в Санкт-Петербурге, он дружил с членом Летучего боевого отряда Северной области ПСР Анной Распутиной (дочерью Михаила Шулятикова). В 1906—1907 годах участвовал в финансировании журнала «Минувшие годы», издававшегося будущим разоблачителем Е. Ф. Азефа — Владимиром Бурцевым. За свои связи с революционерами Николай Васильевич, как минимум, дважды арестовывался: в марте 1902 года в Перми и в феврале 1908 года в Санкт-Петербурге. О заслугах Мешкова упоминал В. И. Ленин в своей переписке с будущим наркомом иностранных дел М. М. Литвиновым.
В 1912 году за собственные средства Николай Васильевич приступил к строительству Ночлежного дома, который сразу же был передан в дар городу. В знак благодарности Мешков был избран Почётным гражданином города Перми. Через два года здесь откроется аптека с ничтожно малой ценой на лекарства, при этом расходы на её содержание Мешков вновь взял на себя. Осенью 1914 года здание стало прибежищем для солдат, мобилизованных в годы Первой мировой войны, а впоследствии в нём разместился Пермский университет.

## Основание высшего образования на Урале
Мешков стал одним из основателей высшего образования на Урале. Во многом благодаря его связям и активной позиции появился
Пермский государственный университет, давший начало всему высшему образованию на Урале: педагогическому, сельскохозяйственному, медицинскому, фармацевтическому, политехническому (все — Пермь) и ветеринарному (г. Троицк Челябинской области) институтам. По постановлению Временного правительства от 6 мая 1917 г. Пермское отделение Петроградского университета становилось Пермским университетом, а почётный гражданин Мешков включался в состав комитета по устройству университета. В период до 1917 г. присудил около 200 стипендий на обучение как в Пермском, так и в других российских и зарубежных университетах.
В день открытия Пермского университета из средств Мешкова были учреждены две стипендии по 300 рублей: одна — имени самого Николая Васильевича, другая — в честь его матери Е. И. Мешковой. Кроме того, в постановлении Пермской городской Думы говорилось: «В знак особой признательности Н. В. Мешкову принять следующее: а) поместить его портрет в зале заседаний Думы; б) ходатайствовать перед Советом университета о помещении его портрета в актовом зале университета; в) наименовать одно из училищ, мужское — именем Н. В. Мешкова и одно женское — именем покойной его матери Е. И. Мешковой и г) назвать одну из улиц города — Набережную — именем Н. В. Мешкова».

## Память
- В 1991 году открыта мемориальная табличка с барельефом на корпусе Пермского университета.
- 13 октября 2016 года, в честь 100-летия Пермского университета, на главной площади ПГУ открыт памятник Николаю Мешкову, автор — скульптор Алексей Залазаев, архитектор — Геннадий Сорокин.[15]

## В культуре и искусстве
- Николай Мешков послужил прообразом пермского пароходчика Дмитрия Якутова — второстепенного героя романа Алексея Иванова «Бронепароходы».